# 2004–2005-ös magyar női vízilabdakupa
A 2004–2005-ös magyar női vízilabdakupa, szponzorált nevén az ING-Magyar Kupa, a hatodik kiírás volt a versenysorozat történetében. A kupára tizenkét csapat nevezett. A győzelmet a Bp. Honvéd szerezte meg. A Dunaújvárosi Főiskola, a Domino-BHSE-Polo, a Szentesi VK és a BVSC kiemeltként a selejtező második fordulójában kapcsolódott be.

## Eredmények

### Selejtező
Első forduló
február 5, 6.
A csoport (Dunaújváros)
| Hely. | Csapat           | M | Gy | D | V | G+ | G– | Gk | P | Továbbjutás vagy kiesés     |     | EGER | OSC  | BHSE2 | DVSI |
| ----- | ---------------- | - | -- | - | - | -- | -- | -- | - | --------------------------- | --- | ---- | ---- | ----- | ---- |
| 1.    | Egri VK          | 3 | 3  | 0 | 0 | 19 | 10 | +9 | 6 | Továbbjutott a 2. fordulóba |     | —    | 8–4  | 6–3   | 5–3  |
| 2.    | Orvosegyetem SC  | 3 | 2  | 0 | 1 | 22 | 18 | +4 | 4 | Továbbjutott a 2. fordulóba |     | 4–8  | —    | 11–8  | 7–2  |
| 3.    | Bp. Honvéd II.   | 3 | 0  | 1 | 2 | 14 | 20 | −6 | 1 |                             |     | 3–6  | 8–11 | —     | 3–3  |
| 4.    | Dunaújvárosi VSI | 3 | 0  | 1 | 2 | 8  | 15 | −7 | 1 |                             | 3–5 | 2–7  | 3–3  | —     |      |

B-csoport (Kecskemét)
| Hely. | Csapat                   | M | Gy | D | V | G+ | G– | Gk  | P | Továbbjutás vagy kiesés     |  | KECS | VAS  | Győr | SZEG |
| ----- | ------------------------ | - | -- | - | - | -- | -- | --- | - | --------------------------- |  | ---- | ---- | ---- | ---- |
| 1.    | Kecskeméti Villanó Fókák | 3 | 3  | 0 | 0 | 22 | 8  | +14 | 6 |                             |  | —    | 7–5  | 10–3 | 5–0  |
| 2.    | ASI-Vasas                | 3 | 2  | 0 | 1 | 34 | 10 | +24 | 4 | Továbbjutott a 2. fordulóba |  | 5–7  | —    | 15–2 | 14–1 |
| 3.    | Győri VSE                | 3 | 1  | 0 | 2 | 18 | 30 | −12 | 2 | Továbbjutott a 2. fordulóba |  | 3–10 | 2–15 | —    | 13–5 |
| 4.    | H2O Polo Szeged          | 3 | 0  | 0 | 3 | 6  | 32 | −26 | 0 |                             |  | 0–5  | 1–14 | 5–13 | —    |

A Kecskemét-Szeged mérkőzésen a Szeged nem jelent meg. Az eredményt játék nélkül igazolták 5-0-lal.
A Kecskemét a magyar kupa menetrendjének kialakítása előtt megszervezett egy amerikai túrát, amely ütközött a második fordulóval. Ezért helyette a csoport harmadik Győr jutott a következő fordulóba.
Második forduló
február 12, 13.
C csoport (Szentes)
| Hely. | Csapat                   | M | Gy | D | V | G+ | G– | Gk  | P | Továbbjutás vagy kiesés    |      | DUV  | SZEN  | VAS  | OSC   |
| ----- | ------------------------ | - | -- | - | - | -- | -- | --- | - | -------------------------- | ---- | ---- | ----- | ---- | ----- |
| 1.    | Dunaújvárosi Főiskola VE | 3 | 3  | 0 | 0 | 44 | 12 | +32 | 6 | Továbbjutott az elődöntőbe |      | —    | 11–5  | 16–4 | 17–3  |
| 2.    | Szentesi VK              | 3 | 2  | 0 | 1 | 37 | 12 | +25 | 4 | Továbbjutott az elődöntőbe |      | 5–11 | —     | 18–0 | 14–1  |
| 3.    | ASI-Vasas                | 3 | 1  | 0 | 2 | 16 | 45 | −29 | 2 |                            |      | 4–16 | 0–18  | —    | 12–11 |
| 4.    | Orvosegyetem SC          | 3 | 0  | 0 | 3 | 15 | 43 | −28 | 0 |                            | 3–17 | 1–14 | 11–12 | —    |       |

D csoport (Kőér utca)
| Hely. | Csapat     | M | Gy | D | V | G+ | G– | Gk  | P | Továbbjutás vagy kiesés    |      | BHSE | BVSC | EGER | GYŐR |
| ----- | ---------- | - | -- | - | - | -- | -- | --- | - | -------------------------- | ---- | ---- | ---- | ---- | ---- |
| 1.    | Bp. Honvéd | 3 | 3  | 0 | 0 | 41 | 11 | +30 | 6 | Továbbjutott az elődöntőbe |      | —    | 7–5  | 13–1 | 21–5 |
| 2.    | BVSC       | 3 | 2  | 0 | 1 | 31 | 14 | +17 | 4 | Továbbjutott az elődöntőbe |      | 5–7  | —    | 13–1 | 13–6 |
| 3.    | Egri VK    | 3 | 1  | 0 | 2 | 11 | 30 | −19 | 2 |                            |      | 1–13 | 1–13 | —    | 9–4  |
| 4.    | Győri VSE  | 3 | 0  | 0 | 3 | 15 | 43 | −28 | 0 |                            | 5–21 | 6–13 | 4–9  | —    |      |

### Elődöntő
február 19., Kazincbarcika
| 1. csapat   | Eredmény | 2. csapat   |
| ----------- | -------- | ----------- |
| Bp. Honvéd  | 12–8     | Szentesi VK |
| Dunaújváros | 12–5     | BVSC        |

### A 3. helyért
február 19., Kazincbarcika
| 1. csapat   | Eredmény | 2. csapat |
| ----------- | -------- | --------- |
| Szentesi VK | 9–7      | BVSC      |

### Döntő
| 2005. február 19. 16:15 | Bp. Honvéd                                 | 7–6 | Dunaújváros                          | Kazincbarcika Nézőszám: 150 Játékvezetők: Schlosser Bors |
| 2005. február 19. 16:15 | (1–2, 1–1, 3–2, 2–1)                       |     |                                      | Kazincbarcika Nézőszám: 150 Játékvezetők: Schlosser Bors |
| 2005. február 19. 16:15 | Tóth I. 2 Ipacs 2 Györe A. 2 Tomaskovics 1 |     | Primász 2 Bujka 2 Brávik F. 1 Bódi 1 | Kazincbarcika Nézőszám: 150 Játékvezetők: Schlosser Bors |

A Bp. Honvéd kupagyőztes csapatának tagjai: Beck Zsófia, Bede Nikolett, Béky Renáta, Györe Anett, Horváth Patrícia, Ipacs Barbara, Kiss Alexandra, Kotsidou Nikoletta, Péteri Eszter, Porvay Janka, Szentkereszti Gabriella, Tomaskovics Eszter, Tóth Ildikó, Tóth Lilla, vezetőedző: Györe Lajos